# Zjednoczone Regiony Serbii

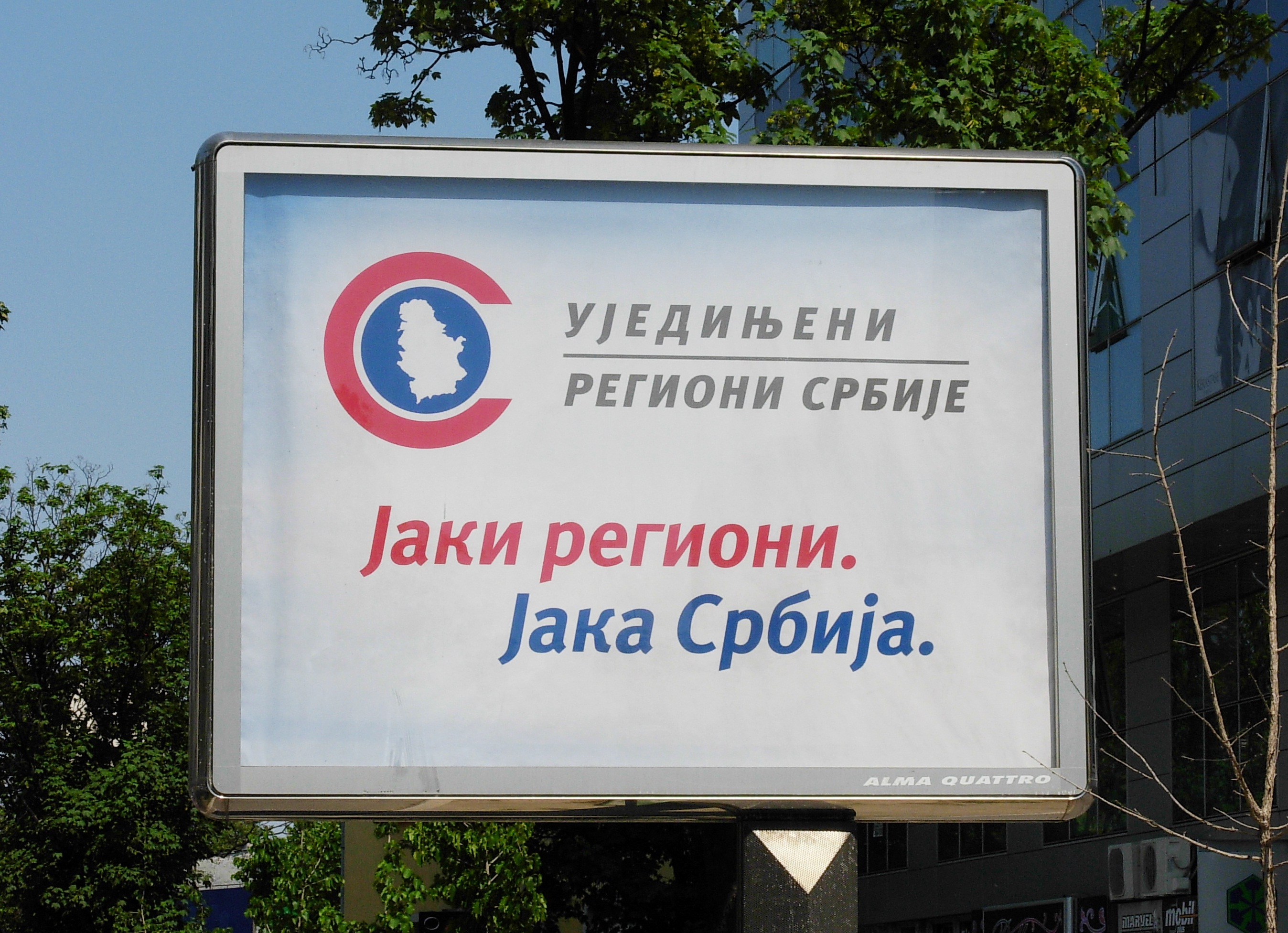
Plakat wyborczy URS (2012)

Zjednoczone Regiony Serbii (serb. Ujedinjeni regioni Srbije / Уједињени региони Србије, URS) – serbska koalicja wyborcza i następnie partia polityczna o profilu konserwatywno-liberalnym. Ugrupowanie posiadało status członka stowarzyszonego w ramach Europejskiej Partii Ludowej.
Zjednoczone Regiony Serbii zostały zorganizowane w 2010 jako koalicja wyborcza ugrupowań regionalnych skupionych wokół partii G17 Plus kierowanej przez Mlađana Dinkicia. W wyborach w 2012 regiony uzyskały 5,5% głosów, wprowadzając 16 swoich przedstawicieli do Zgromadzenia Narodowego. Sojusz współtworzył nowy rząd wspólnie z Serbską Partią Postępową oraz Serbską Partią Socjalistyczną. W 2013 ugrupowanie zostało przekształcone w jednolitą partię polityczną, przewodniczącym został Mlađan Dinkić. W wyborach w 2014 URS nie przekroczyły wyborczego progu i znalazły się poza parlamentem, a ich lider Mlađan Dinkić zrezygnował z kierowania partią. W 2014 ugrupowanie zostało rozwiązane.